# Sterzing
Sterzing (italsky Vipiteno) je italské město v provincii Bolzano. Nachází se v údolí Wipptal a jeho historickým centrem protéká řeka Isarco. V roce 2014 mělo 6803 obyvatel.

## Historie
Bylo založeno v roce 14 př. n. l. vojevůdcem Drusem jako polní tábor Vipitenum na silnici mezi Germánií a Itálií.